# Bouaye
Bouaye település Franciaországban, Loire-Atlantique megyében. Lakosainak száma 8281 fő (2022. január 1.). Bouaye Bouguenais, Brains, Saint-Aignan-Grandlieu, Saint-Léger-les-Vignes, Saint-Mars-de-Coutais és Saint-Philbert-de-Grand-Lieu községekkel határos.

## Népesség
A település népességének változása:
| Lakosok száma | 1607 | 3445 | 4815 | 5632 | 6555 | 7300 | 7844 | 8008 | 8102 | 8281 |
|               | 1968 | 1982 | 1990 | 2006 | 2013 | 2015 | 2017 | 2019 | 2020 | 2022 |